# Ловджийски кучета
Ловджийски кучета е малко северно съзвездие, въведено от Йохан Хевелий през 17 век.